# 焰海龍
焰海龍（学名：Syngnathus phlegon），為輻鰭魚綱棘背魚目海龍魚科海龍屬的其中一種，分布於東大西洋區的加勒比海海域，體長可達20公分，棲息在海草床，可作為觀賞魚。